# Carlentini
Carlentini is een gemeente in de Italiaanse provincie Syracuse (regio Sicilië) en telt 17.210 inwoners (31-12-2004). De oppervlakte bedraagt 158,0 km², de bevolkingsdichtheid is 109 inwoners per km².
De volgende frazioni maken deel uit van de gemeente: Pedagaggi.

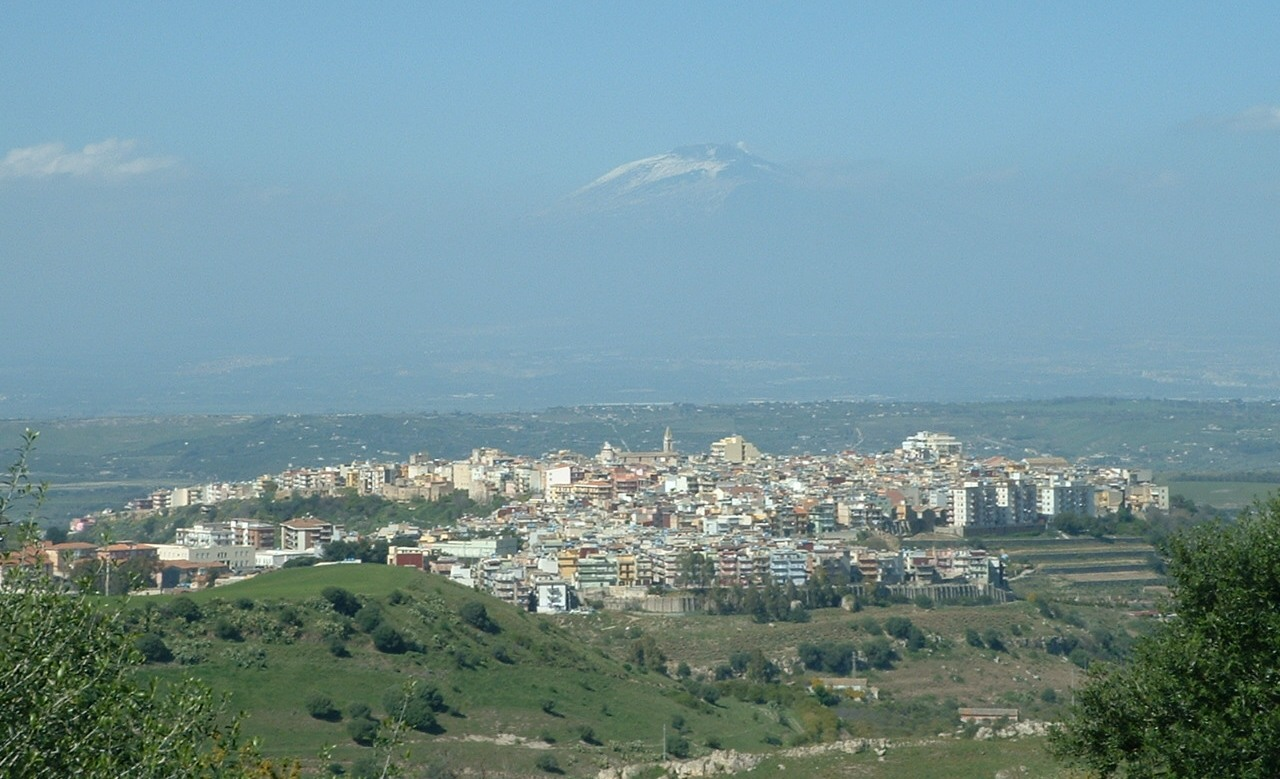
Carlentini
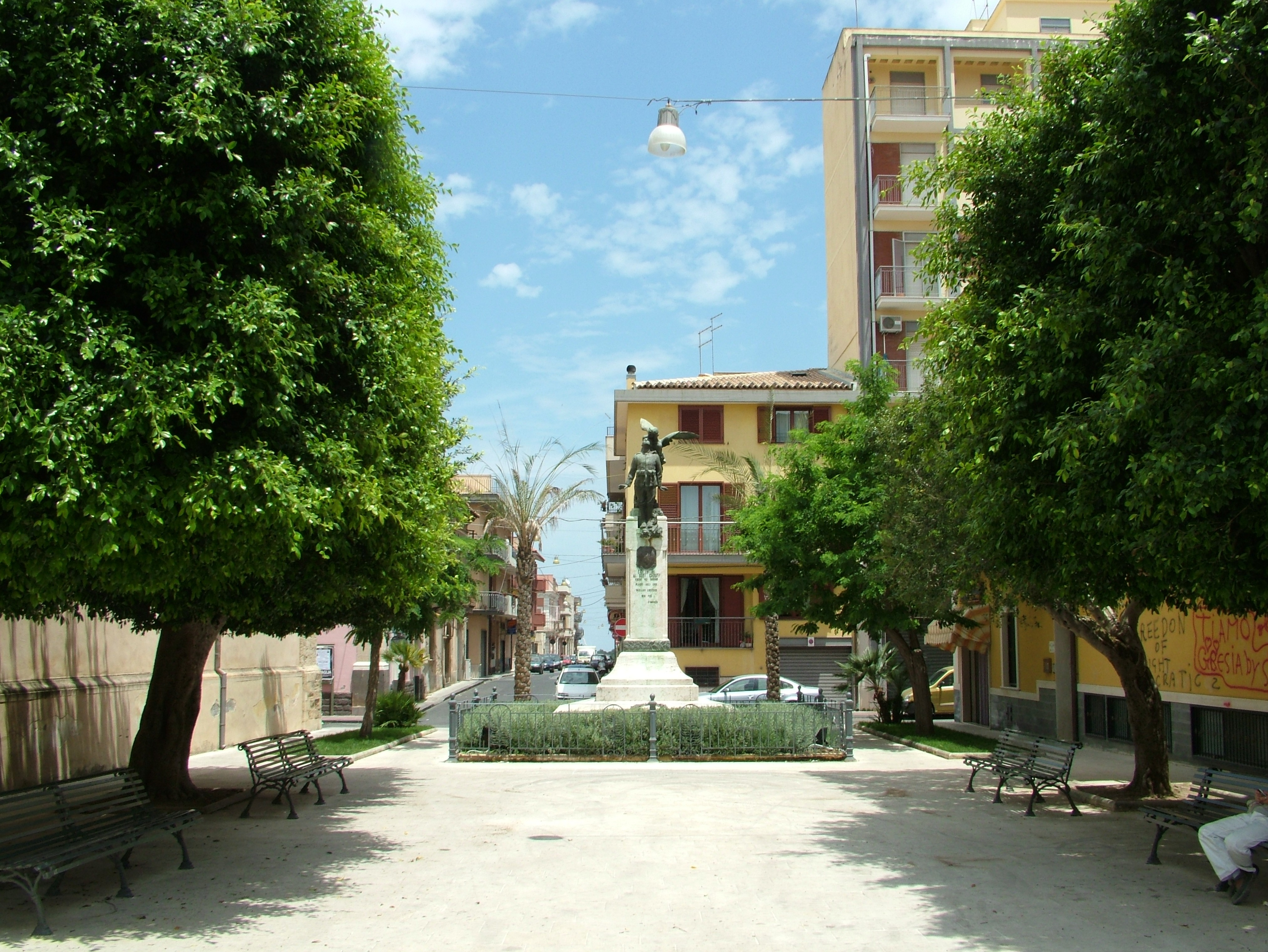
Oorlogsmonument
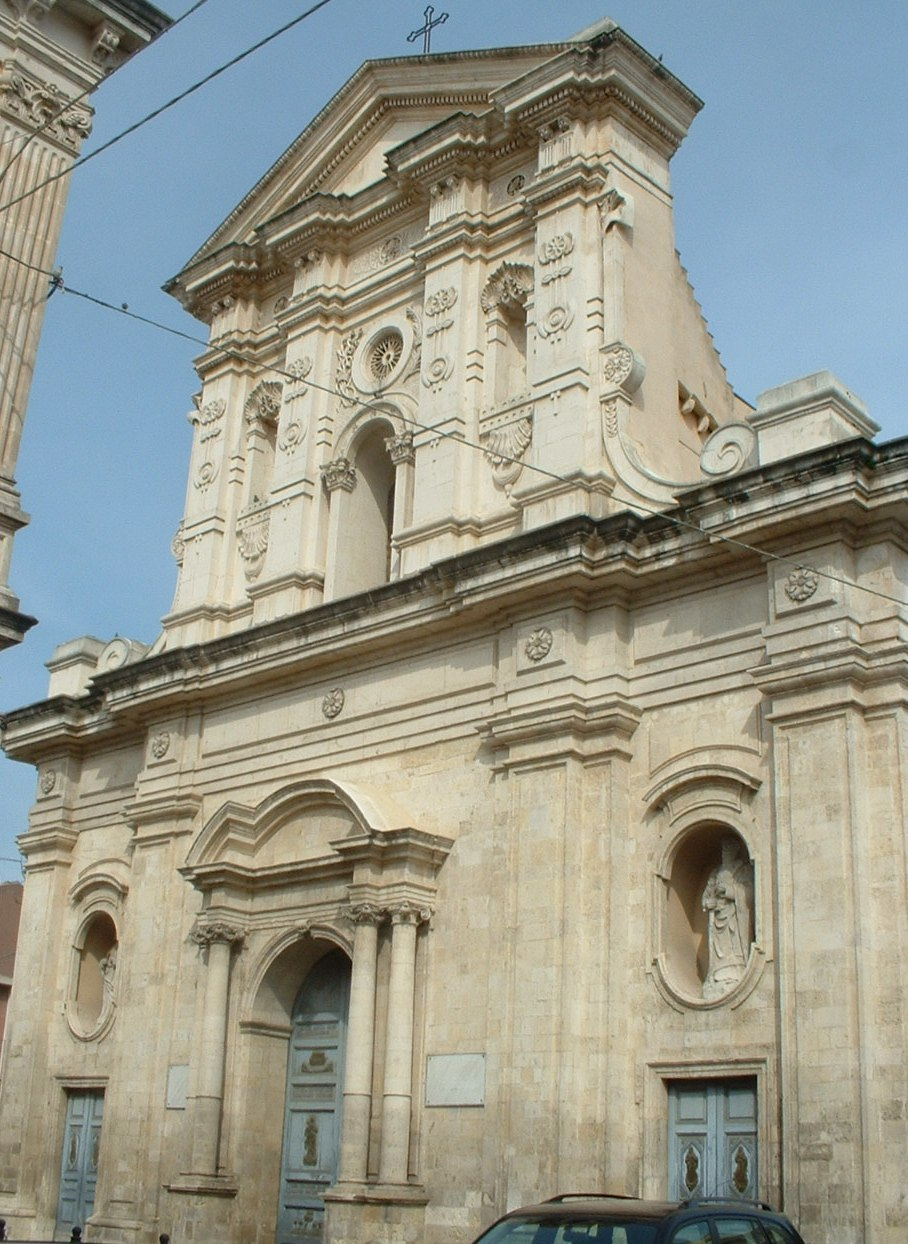
Kerk in Carlentini

## Demografie
Carlentini telt ongeveer 6240 huishoudens. Het aantal inwoners daalde in de periode 1991-2001 met 0,4% volgens cijfers uit de tienjaarlijkse volkstellingen van ISTAT.
| Jaar | Inwoneraantal |
| ---- | ------------- |
| 1991 | 16.946        |
| 2001 | 16.879        |

## Geografie
De gemeente ligt op ongeveer 190 m boven zeeniveau.
Carlentini grenst aan de volgende gemeenten: Augusta, Buccheri, Catania (CT), Ferla, Francofonte, Lentini, Melilli, Sortino.

## Geboren
- Giuseppe Luigi Beneventano (1840-1934), baron della Corte, burgemeester van Lentini

Augusta · Avola · Buccheri · Buscemi · Canicattini Bagni · Carlentini · Cassaro · Ferla · Floridia · Francofonte · Lentini · Melilli · Noto · Pachino · Palazzolo Acreide · Portopalo di Capo Passero · Priolo Gargallo · Rosolini · Syracuse · Solarino · Sortino
1. ↑  https://demo.istat.it/?l=it.